# Seven Sisters (Sussex)
Los Seven Sisters (en inglés, literalmente, Siete Hermanas) son una serie de acantilados de creta localizados en el canal de la Mancha.  Forman parte de los  South Downs en East Sussex, entre las localidades de Seaford y Eastbourne en el sur de Inglaterra. Están dentro del Seven Sisters Country Park. Son los restos de valles secos en la creta de los South Downs, que poco a poco están siendo erosionados por el mar.
Los acantilados Siete Hermanas se utilizan ocasionalmente en el cine y en producciones de televisión como un sustituto de los más famosos acantilados blancos de Dover, ya que están relativamente libres de anacrónicos desarrollos modernos y también se les permite erosionar de forma natural. Como resultado, las Siete Hermanas y Beachy Head siguen teniendo un color blanco brillante, mientras que los acantilados blancos de Dover están protegidos debido al importante puerto y por lo tanto están cubiertos cada vez más por la vegetación y se vuelven verdes como resultado.  Estos acantilados aparecen al principio de la película Robin Hood: príncipe de los ladrones, y también al final de la película Expiación, donde Robbie y Cecilia siempre querían vivir.
De oeste a este, la secuencia comienza justo al este de Cuckmere Haven.  Los picos de los acantilados y las caídas entre ellos se nombran de forma individual. Se enumeran a continuación, estando los picos en cursiva. Hay siete colinas, con una octava que está siendo creada por la erosión del mar.
- Haven Brow
- Short Bottom
- Short Brow
- Limekiln Bottom
- Rough Brow
- Rough Bottom
- Brass Point
- Gap Bottom
- Flagstaff Point (continuing into Flagstaff Brow)
- Flagstaff Bottom
- Flat Hill
- Flathill Bottom
- Baily's Hill
- Michel Dean
- Went Hill Brow

Justo al este del último pico está  Birling Gap. Más allá, en lo alto de la colina siguiente, está el  faro Belle Tout y, más allá, Beachy Head. Un faro en el mar marca el último promontorio.
El South Downs Way [camino de South Downs] discurre a lo largo del borde de los acantilados, siguiendo un curso muy sinuoso.
Una foto desde el este de las Siete Hermanas se incluye como uno de los paisajes salvapantallas predeterminados que vienen con  Microsoft Windows 7.
Muchos lugares alrededor de la zona llevan el nombre de los acantilados, incluyendo el Seven Sisters Sheep Centre [Centro de Ovejas Siete Hermanas].